# Elaphropoda pulcherrima
Elaphropoda pulcherrima är en biart som beskrevs av Wu 1985. Elaphropoda pulcherrima ingår i släktet Elaphropoda och familjen långtungebin. Inga underarter finns listade i Catalogue of Life.